# Helga Krebs
Helga Krebs Schmidt (Sonthofen, Alemania, 1928-Hermosillo, Sonora, México, 4 de noviembre de 2010) fue artista plástica chilena de origen alemán, exiliada en México desde 1974. A partir de 1960 su obra se ha exhibido en museos y galerías de América, Europa y Asia.

## Biografía
Hija de Karl Julius Krebs, empresario de la construcción, nacido en Chile y Anita Schmidt, pianista y organista nacida en Alemania, tuvo un hermano menor, Hannes Krebs. Se casó con el arqueólogo e historiador Julio César Montané Martí (1927-2013); tuvieron dos hijos, el artista visual Álvaro Montané Krebs y el poeta infrarrealista Bruno Montané Krebs.
En el año de 1931, cuando Helga tenía tres años, su familia emigró a Chile por causas económicas a raíz de la crisis de entreguerras. Llegaron a Valparaíso, pero también vivieron en Viña del Mar, La Serena y Santiago. Helga estudió medicina y tuvo que dejar la universidad tiempo después. Desde pequeña mostró aptitudes artísticas, aprendió piano durante algunos años y pronto demostró habilidades para las artes plásticas. Fue mayormente autodidacta; mientras vivía en La Serena, tomó clases de dibujo con el artista Joaquín Macías. 
Su permanencia en Chile finalizó con el quiebre de la democracia, sin embargo mantuvo una relación con el país sudamericano, a través de una red que entretejió a lo largo de su vida y que tuvo como uno de sus hilos conductores la colaboración y amistad con Nancy Gewölb, Tatiana Álamos, Maricruz Viaux e Irene Domínguez, quienes junto a otros artistas participaron activamente en el programa cultural de la Unidad Popular entre 1969 y 1973, por medio del Taller Centro A.
Krebs hizo varias declaraciones en diferentes momentos, acerca de la influencia que había tenido el periodo de la Unidad Popular en su trayectoria como artista.

“Queríamos que fuera didáctica y que llegara a un grupo amplio de personas. Queríamos llegar al diálogo con sindicatos y pobladores... Para afrontar el tema de la salud, los artistas trabajamos en consulta con médicos, enfermeros, utilizando material de radiografías y gráficos de Laboratorio Chile”.

“En general, todo ese tiempo se caracterizó por la participación en tareas plásticas colectivas donde los proyectos eran discutidos en equipo. Aprendimos en poco tiempo a sincronizar puntos de vista tanto artísticos como políticos. Al mismo tiempo, cada uno trabajaba por su cuenta en sus propias investigaciones, las cuales luego iban a enriquecer la labor colectiva, y al revés: cuando salíamos de una obra en equipo, nuestra visión para las ejecuciones personales estaba como más completa en cuanto a técnica e idea. Aprendimos gran cantidad de cosas nuevas como artistas y como personas…”

En mayo de 1974 tuvo que emigrar a México, a causa del Golpe de Estado en Chile contra el gobierno democrático de Salvador Allende. Poco tiempo después, Helga se trasladó a Hermosillo, Sonora, con su compañero de vida quien obtuvo un trabajo en la sede regional del Instituto Nacional de Antropología e Historia. 

## Obra plástica

### Estilo
Su obra puede considerarse dentro del estilo abstracto hasta 1972, año en el que donó su obra Buenos días mariposa al Museo Histórico Gabriel González Videla de La Serena, Chile. Otros críticos también la han relacionado con la Neofiguración, el Surrealismo y el Arte Pop. 
Entre 1964 a 1966, utilizaba arena, alquitrán, cola blanca o las delgadísimas láminas del pan de oro. Más tarde utilizó aplicaciones de estambre tejido en diferentes formas y otros materiales como cartón, papel amate, radiografías, plásticos y metales dentro de la técnica del collage.

### Exposiciones
Helga participó en varias exposiciones desde 1979 a 1992 en galerías de la ciudad de Santiago y realizó otras colaboraciones con Roser Bru, Patricia Israel, Enrique Lihn, Bororo, Francisco Brugnoli, Humberto Nilo o Gonzalo Díaz; una de ellas fue la ilustración de los artefactos de Nicanor Parra en forma de tarjetas de poesía titulada Chistes parra desorientar a la policía poesía.
En Ciudad de México produjo su primera serie de pinturas en el país, titulada Crónicas de amor y violencia, conformada por 45 obras en técnica collage, la cual expuso en Estados Unidos por medio del Southwest College de California, en San Diego, en el año de 1978; también en El Sótano de la Casa del Lago en la Ciudad de México, el mismo año. Esta exposición fue reseñada por la periodista y activista chilena Ximena Ortuzar quien elogió las aplicaciones de tejido de estambre en los cuadros. Un año antes fue invitada a participar en la exposición de artistas chilenos en el exilio, Chili Espoir en la Casa de la Cultura André Malraux de Reims, Francia en la que también participaron José Balmes, Mónica Bunster, Sebastián Matta, Guillermo Núñez, Nemesio Antúnez, Gracia Barrios, entre otros. 

### Influencia
Desde México construyó un proyecto artístico internacional continuo hasta el año 2010, por medio de exposiciones en varios países de América Latina, Estados Unidos, Europa y Japón. Desde su llegada a Sonora, tuvo gran influencia en el proceso sociocultural de las artes, contribuyendo con su quehacer al acondicionamiento de la infraestructura cultural, y en la creación y difusión del trabajo de los artistas plásticos de las nuevas generaciones del noroeste del país. 

Su influencia en artistas, intelectuales e instituciones quedó plasmada en las publicaciones culturales de la entidad y la crítica de arte de la época a través de la pluma de conocidos críticos en México, Chile, Estados Unidos y Europa como Raquel Tibol, Carlo Quatrucci, Ricard Salvat, Sergio A. Búrquez Rodríguez, Enrique Lihn, Pedro Labowitz, Waldemar Sommer, Gerardo Rénique, Cecilia Boisier, Margarita Schultz, entre otros. 
“Hay otros espejos y laberintos en el arte de Helga Krebs, generalmente irregulares y armónicos a un tiempo, pero que siempre conducen a una llave para entrar en el tiempo íntimo, penetrante y de voz dulce o agria según los casos, tiempo que se encuentra en sus cuadros, sentado en el frente, y que conversa con nuestras preocupaciones”. 
Según Teresa del Conde: 
“Es una pintora neofigurativa de larga trayectoria que ha asimilado remanentes expresionistas de varias épocas, alejadas ya de los movimientos germánicos del siglo XX que tanto influyeron en etapas posteriores... [Helga] “retoma el término «expresión» en su significado habitual, de modo que transporta, expresa, connota imágenes recicladas valiéndose de recursos posmodernos, como los que provienen de los mass media, investigando la naturaleza tanto visual como verbal de lo que ha recogido a través de sus propias experiencias, como si éstas resonaran en su mente... Se vale de elementos que pueden ser extra-pictóricos, como los famosos cascos que simbolizan situaciones arquetípicas, pero abiertas a varias interpretaciones a través de fragmentaciones disyuntivas”.
Logró una gramática estética transcultural, que en sus inicios estuvo influenciada por el pensamiento intelectual latinoamericano de autores como Ariel Dorfman o la pedagogía crítica de Paulo Freire. 
“La autora, enriquece con frecuencia sus lápices y acrílicos con la textura del amate y la interiorización que da la imagen radiográfica, revitalizando de esa manera a sus personajes. No conforme, pone en evidencia la mecanización a que nos somete la tecnología y el consumismo utilizando piezas de artefactos eléctricos. Este juego de elementos los fracciona, les va creando planos para resaltar la corporeidad, acentuar el dramatismo y configurarles su personalidad”.

## Obra literaria
Helga Krebs declaró: 

“De no haber sido pintora, hubiera sido poeta”.

Los títulos de sus obras lo confirman: La piel no percibe sus límites, Yo caminé sobre el meridiano cero, (Duro) corazón de las visiones.
Krebs explora los terrenos de la poesía y Ediciones Sin Fin de Barcelona publica póstumamente en 2017, su libro La curvatura de la manzana, textos escritos entre 1983 y 1985, en Chile y México.

## Reconocimientos
Recibió distintos reconocimientos a lo largo de su vida:
- III Bienal Americana de Arte, Córdoba, Argentina. 1966[16]
- Salón CRAV, Santiago de Chile. 1967
- Premio Nacional de la Crítica, Chile. 1968[7]
- II Encuentro de Pintores del Estado de Sonora, Hermosillo. 1986
- I Premio Collage, Gualala Arts Center, California. 1989
- I Bienal Sonora, Pintura. 1989
- Mención Honorífica en la Muestra Pintura del Norte, Ciudad de México. 2000[17]
- Tributo a su vida y su obra por la Universidad de Sonora y la revista española Canibaal.es. 2020[18]